# C10orf105
C10orf105 (англ. Chromosome 10 open reading frame 105) – білок, який кодується однойменним геном, розташованим у людей на 10-й хромосомі. Довжина поліпептидного ланцюга білка становить 133 амінокислот, а молекулярна маса — 14 519.
| 10         |  | 20         |  | 30         |  | 40         |  | 50         |
| ---------- |  | ---------- |  | ---------- |  | ---------- |  | ---------- |
| MSTEGPSLAS |  | SPAISPLAFL |  | SAPVTPGTLA |  | EATDPLPMLI |  | ALACIFLLLA |
| TCLLFMTLCK |  | PAALDPSRRR |  | AHECMPHHPG |  | SPSEPQLRLW |  | KRLGSLRLSL |
| HSFRHGRPTV |  | PRQPLPGPED |  | NRSHCDYMES |  | TKM        |  |            |

A: Аланін

C: Цистеїн

D: Аспарагінова кислота

E: Глутамінова кислота

F: Фенілаланін

G: Гліцин

H: Гістидин

I: Ізолейцин

K: Лізин

L: Лейцин

M: Метіонін

N: Аспарагін

P: Пролін

Q: Глутамін

R: Аргінін

S: Серин

T: Треонін

V: Валін

W: Триптофан

Локалізований у мембрані.